# قصر الأمم
قصر الأمم تم بناء قصر الأمم بين عامي 1929 و1936 ليكون بمثابة مقر عصبة الأمم. وقد خدم بأنها موطن لمكتب الأمم المتحدة في جنيف منذ عام 1946 عندما وقع الأمين العام للأمم المتحدة لاتفاق للمقر مع السلطات السويسرية، على الرغم من أن سويسرا لم يصبح عضوا في الأمم المتحدة حتى عام 2002.

## عن قصر الأمم
عند بناء قصر الأمم، أُخِذت الاجتماعات في الاعتبار. فقاعة الجمعية، على سبيل المثال، وهي أكبر قاعة اجتماع، تتسع لزهاء 000 2 مندوب. ومع ذلك لئن استطاع المبنى تلبية احتياجات أعضاء الأمم المتحدة في الخمسينات والستينات، فإن نشاط المنظمة المتزايد اقتضى توسيعات هامة. لذلك في عام 1968، وضع يو ثانت، الأمين العام للأمم المتحدة آنذاك، حجر الأساس لتوسيع القصر، أنجِز في عام 1973. وفي الوقت الحاضر تُستخدم هذه المرافق بالكامل لتلبية احتياجات الدول الأعضاء ال 185، والعديد من المجموعات المراقبة والمنظمات غير الحكومية المعتمدة والوكالات المتخصصة.
تحتل المكتبة الجناح الشرقي لقصر الأمم بأكمله. ومُول بناؤهها جزئيا من صندوق خاص أتاحه السيد جون د. روكفيلر الابن الذي تبرع أيضا بعدد هائل من الكتب لمكتبة عصبة الأمم. وإلى جانب الطابق السفلي هناك عشرة طوابق من الكتب المصنفة تصنيفا منهجيا. وتضم المكتبة اليوم ما يزيد عن مليون مجلد، ومجموعتها من كتب العلوم الاجتماعية من أغنى المجموعات في العالم. وبها ما يزيد عن أربعة ملايين من وثائق الأمم المتحدة، و000 500 من منشورات الوكالات المتخصصة، وزهاء 000 9 من عناوين الدوريــات. وتضم المكتبة أيضا محفوظــات قيّمة من المواد النادرة يعود تاريخها إلى عصبة الأمم وإلى ما قبلها.
تحيط بقاعة الجمعية في قصر الأمم قاعات جانبية وبهو شاسع يكفي لإقامة الاحتفالات وحفلات الاستقبال. ويتألف البهو من منصة عالية، لها شرفة مصنوعة كلها من الرخام ونوافذ عالية تطل على الفناء التذكاري. والأرضية من الصوان الضارب إلى الحمرة من فنلندا. ويتألف السقف من ألواح كبيرة غائرة مطلية بالأخضر الفاتح. وتخفف الألوان الداخلية من ضوء النهار في البهو، أما في الليل فيتألق المكان بنور شمعدانات تبعث أشعتها إلى السقف.